# Список национальных и природных парков Боснии и Герцеговины
 Природные парки

В Боснии и Герцеговине по состоянию на июль 2025 года в число главных охраняемых природных территорий страны входят четыре национальных парка и три природных парка. Площадь национальных парков — примерно 470,9 км2.

## Национальные парки
| Название парка | Год получения статуса | Площадь, км2 | Изображение | Ближайший город |
| -------------- | --------------------- | ------------ | ----------- | --------------- |
| Козара         | 1967                  | 34,9         |             | Приедор         |
| Сутьеска       | 1965                  | 175          |             | Фоча            |
| Уна            | 2008                  | 198          |             | Дрвар           |
| Дрина          | 2017                  | 63           |             | Сребреница      |

## Природные парки
| Название парка | Год получения статуса | Площадь, км2 | Изображение | Ближайший город |
| -------------- | --------------------- | ------------ | ----------- | --------------- |
| Бардача        | 1995                  | 0            |             | Србац           |
| Блидинье       | 1995                  | 364          |             | Мостар          |
| Хутово-Блато   | 1995                  | 74,11        |             | Чаплина         |